# ポリュカルポス
ポリュカルポス（ギリシア語: Πολύκαρπος、69年頃 - 155年頃）は、2世紀のスミルナの主教（司教、監督）であった。彼は殉教者として死んだ。火刑にされたが、それでは死なず、刺し殺された。ポリュカルポスは、東方諸教会、正教会、ローマ・カトリック教会、聖公会、ルーテル教会で聖人である。日本正教会では中世以降のギリシア語と教会スラヴ語からポリカルプと転写される。
「彼は、ヨハネの弟子であった」と記録される。このヨハネは使徒ヨハネ、長老ヨハネ、福音記者ヨハネと同一視されている。
彼はローマのクレメンス、アンティオキアのイグナティオスと共に3人の使徒教父の一人である。彼の書いた「ピリピ教会への手紙」が残されている。
その神学としてポリュカルポスは「わたしたちの主イエス･キリストの神また父、および神のみ子イエス･キリスト自身が… あなた方を信仰と真理において築き上げてくださいますように」と書き、神のことを「イエスの神」と読んで聖書に従っている(コリントの信徒への手紙二1:3)